# Ordre de la Double Croix Blanche
L'ordre de la Double Croix Blanche (en slovaque : Rad Bieleho dvojkríža) est la plus haute décoration d'État de la République slovaque.
L'ordre a été institué le 1er mars 1994 après l'indépendance de la Slovaquie le 1er janvier 1993. Il perpétue l'ordre tchécoslovaque du Lion blanc, créé en 1922 pour récompenser les étrangers.
L'ordre de la Double Croix Blanche est décerné uniquement aux citoyens étrangers, à la seule exception de l'actuel Président de la Slovaquie, qui reçoit l'ordre du Conseil National pour la durée de son mandat lors de son investiture.
Selon le statut de l'Ordre, il est décerné :
- Pour le développement global des relations entre l'État, dont ils sont citoyens, et la République slovaque ;
- Pour le renforcement de la position de la République slovaque dans les relations internationales ;
- Pour répondre aux priorités de politique étrangère de la Slovaquie ;
- Pour des réalisations par ailleurs exceptionnelles au profit de la République slovaque ;
- Pour la diffusion exceptionnelle de la bonne réputation de la Slovaquie à l'étranger.

## Classes
L'ordre de la Double Croix Blanche comprend deux divisions, civile et militaire, et trois classes :
- Première classe ou Grand-Croix — l'insigne peut être porté sur une ceinture sur l'épaule droite, et l'étoile est portée sur la poitrine gauche ;
- Deuxième classe ou grand officier — l'insigne peut être porté sur un collier et l'étoile est portée sur la poitrine gauche ;
- Troisième classe ou commandant — l'insigne peut être porté sur un collier.

## Récipiendaires notables
- Juan Carlos Ier, roi d’Espagne (2002).
- Charles XVI Gustave, roi de Suède (2002).
- Henri, grand-duc de Luxembourg (2002).
- Beatrix, reine des Pays-Bas (2007).
- Sophie de Grèce, reine d'Espagne (2007).
- Giorgio Napolitano, président de la République italienne (2007).
- Albert II, roi des Belges (2008).
- Élisabeth II, reine du Royaume-Uni et des autres royaumes du Commonwealth (2008).
- Harald V, roi de Norvège (2010).
- Margrethe II, reine de Danemark (2012).
- François Hollande, président de la République française (2013).
- Joachim Gauck, président fédéral de la République fédérale d’Allemagne (2017).
- Albert II, prince de Monaco (2017).
- Willem-Alexander, roi des Pays-Bas (2023).
- Máxima Zorreguieta, reine des Pays-Bas (2023).